# Бомбаши
Бомбаши су војници одређени за нападе на противника употребом ручних бомби. У нашој литератури се нарочито спомињу бомбаши-партизани током Другог свјетског рата. У условима герилског рата, употребом бомби се често делимично замјењује дјеловање артиљерије и авијације.
Прво се појављују у Русији већ у 14. вијеку послије појаве барута, гдје су бацали импровизиране експлозивне направе. У данашњем смислу се јављају у 17. вијеку као гренадири, по називу за ручну бомбу - гренада. Развојем пушке и због несигурности бомбе, око 1750. гренадири се расформирају. У 19. вијеку се само повремено користе ручне бомбе. Поново се шире уводе у акцијама комита против Турака од 1896., затим у Илинденском устанку, а посебно послије 1904. Миодраг Васић је за комите направио прву ручну бомбу коцкастог облика. Затим, ручна бомба улази у наоружање српске војске.
Све војске ускоро уводе ручне бомбе, а српска војска уводи Васићеву бомбу Крагујевац и норвешку Азен пред балканске ратове. Показују се успјешне и све војске их уводе до 1915. Српска војска 1916. већ има и посебне јединице бомбаша. При нападу на Ветреник августа 1916. учествује и чета бомбаша. Користе се за препаде на ровове, уништење митраљеских гнијезда и оруђа, нападају бункере, уклањају бодљикаву жицу и слично.
У току Другог свјетског рата, бомбаши имају велику улогу нарочито у СССР и Југославији. Генерал Василиј Чујков истиче њихову улогу о одбрани Стаљинграда. При нападима Совјета на Кенигсберг, Будимпешту, Берлин и друге градове имају важну улогу при заузимању тачака отпора. 
Послије Другог свјетског рата бомбашима се поклања пажња нарочито у мањим армијама и при вођењу партизанског рата. У Алжиру, Куби, Малаји, Кенији и Вијетнаму, обуци бомбаша је била посвећена изузетна пажња.